# Črnec Dugoselski
Črnec Dugoselski falu Horvátországban Zágráb megyében. Közigazgatásilag Rugvicához tartozik.

## Fekvése
Zágráb központjától 24 km-re délkeletre, községközpontjától 4 km-re északkeletre, az A3-as autópálya mellett, a Črnec-patak partján fekszik.

## Története
A települést már 1209-ben említik, amikor templomosok bozsjákói uradalmához tartozott. Később a dugo seloi Szent Márton plébánia faluja volt.
1857-ben 213, 1910-ben 285 lakosa volt. Trianon előtt Zágráb vármegye Dugo Seloi járásához tartozott. Később Dugo Selo község része volt. 1993-ban az újonnan alakított Rugvica községhez csatolták. 2001-ben 193 lakosa volt. Lakói nemrég kezdeményezték a település Dugo Selo községhez csatolását, melynek vonzáskörzetébe valójában tartozik.

## Lakosság
| Lakosság változása | Lakosság változása | Lakosság változása | Lakosság változása | Lakosság változása | Lakosság változása | Lakosság változása | Lakosság változása | Lakosság változása | Lakosság változása | Lakosság változása | Lakosság változása | Lakosság változása | Lakosság változása | Lakosság változása |
| ------------------ | ------------------ | ------------------ | ------------------ | ------------------ | ------------------ | ------------------ | ------------------ | ------------------ | ------------------ | ------------------ | ------------------ | ------------------ | ------------------ | ------------------ |
| 1857               | 1869               | 1880               | 1890               | 1900               | 1910               | 1921               | 1931               | 1948               | 1953               | 1961               | 1971               | 1981               | 1991               | 2001               |
| 213                | 212                | 205                | 235                | 261                | 285                | 267                | 248                | 183                | 238                | 207                | 201                | 160                | 136                | 193                |

## Külső hivatkozások
Rugvica község hivatalos oldala